# ジョアン・ゴンサレス
ジョアン・ゴンサレス・カニェージャス（Joan Gonzàlez Cañellas、2002年2月1日 - ）は、スペイン・バルセロナ出身の元サッカー選手。ポジションはMF。

## 経歴
UEコルネジャのカンテラでキャリアをスタートさせ、2019年9月にFCバルセロナのカンテラにあたるラ・マシアへ入団した。
2021年8月19日、バルセロナのU-19からUSレッチェのプリマヴェーラに移籍した。2022-23シーズンの開幕前からトップチームに帯同し始め、プレシーズン終了後にトップチームへの昇格が決定した。2022年8月5日、コッパ・イタリアのASチッタデッラ戦にてトップチームデビューを果たすと、同年9月11日に行われたACモンツァとのリーグ戦でプロ初ゴールを挙げたが、試合は1-1の引き分けに終わった。
2024年7月、健康診断において心臓疾患が確認されトレーニングキャンプへの参加を中止。そのまま2024-25シーズンいっぱい出場は見送られたが、シーズン終了後の検査でも症状は変わらず、2025年6月に23歳で現役を引退することがレッチェの会長サヴェーリオ・スティッキ・ダミアーニから発表された。